# 近岡理一郎
近岡 理一郎（ちかおか りいちろう、1926年〈大正15年〉9月7日 - 2016年〈平成26年〉6月8日）は、日本の政治家。自由民主党所属の元衆議院議員（7期）。 　

## 来歴
山形県最上郡真室川村（現・真室川町）の造り酒屋に生まれ、1944年3月6日に陸軍士官学校入校（第60期）。
戦後は県議だった父・理吉、貴族院多額納税者議員・県議だった伯父・近岡理三郎の影響もあり、30歳で真室川町議となる。
1959年に山形県議会議員に当選。以後6期連続で当選し、在職中には県議会議長も務めた。
1980年6月22日、松沢雄蔵の後継として第36回衆議院議員総選挙に自民党公認候補として出馬し、初当選した。以後第42回衆議院議員総選挙まで7期連続当選した。在職中は山形新幹線の新庄延伸や東北中央自動車道、新庄市-酒田市間の地域高規格道路の整備、庄内空港の開港などに貢献した。また、第3次中曽根内閣で総務政務次官（1986年7月23日-1987年11月6日）、宇野内閣・第1次海部内閣で厚生政務次官（1989年6月3日-1990年2月28日）、第2次橋本内閣で科学技術庁長官（1996年11月7日-1997年9月11日）を歴任した。
自民党内では最大派閥の田中派に入会。竹下登が派中派の創政会を結成するとそれに加わり、竹下派、小渕派、橋本派に属した。
2003年10月10日、衆議院解散に伴い「選挙民からいただいた議席をお返ししたい」として政界を引退。第43回衆議院議員総選挙では、秘書の逮捕を受け自民党を離党・議員辞職していた加藤紘一の政界復帰を支援した。
2016年6月8日、肺炎と呼吸不全により入院先の真室川病院で死去。6月18日に葬儀・告別式が執り行われ、岸宏一が葬儀委員長を務め500人が参列した。生前に叙勲の話があったが、戦死した同胞を想い「仲間の気持ちに寄り添いたい」として固辞していた。叙従三位、旭日大綬章追贈。

## 国政選挙歴
| 当落 | 選挙                   | 執行日         | 年齢 | 選挙区    | 政党       | 得票数    | 得票率 | 定数 | 得票順位 /候補者数 | 政党内比例順位 /政党当選者数 |
| ---- | ---------------------- | -------------- | ---- | --------- | ---------- | --------- | ------ | ---- | ------------------ | ---------------------------- |
| 当   | 第36回衆議院議員総選挙 | 1980年06月22日 | 53   | 旧山形2区 | 自由民主党 | 6万6300票 | 20.37% | 4    | 2/5                | /                            |
| 当   | 第37回衆議院議員総選挙 | 1983年12月18日 | 57   | 旧山形2区 | 自由民主党 | 5万6782票 | 19.02% | 4    | 2/6                | /                            |
| 当   | 第38回衆議院議員総選挙 | 1986年07月06日 | 59   | 旧山形2区 | 自由民主党 | 8万4183票 | 24.99% | 3    | 2/5                | /                            |
| 当   | 第39回衆議院議員総選挙 | 1990年02月18日 | 63   | 旧山形2区 | 自由民主党 | 7万8836票 | 23.10% | 3    | 2/5                | /                            |
| 当   | 第40回衆議院議員総選挙 | 1993年07月18日 | 66   | 旧山形2区 | 自由民主党 | 6万670票  | 20.86% | 3    | 3/4                | /                            |
| 当   | 第41回衆議院議員総選挙 | 1996年10月20日 | 70   | 山形3区   | 自由民主党 | 8万8389票 | 58.08% | 1    | 1/3                | /                            |
| 当   | 第42回衆議院議員総選挙 | 2000年06月25日 | 73   | 山形3区   | 自由民主党 | 8万8069票 | 57.22% | 1    | 1/3                | /                            |